# Tendapastunnel (spoorwegen)

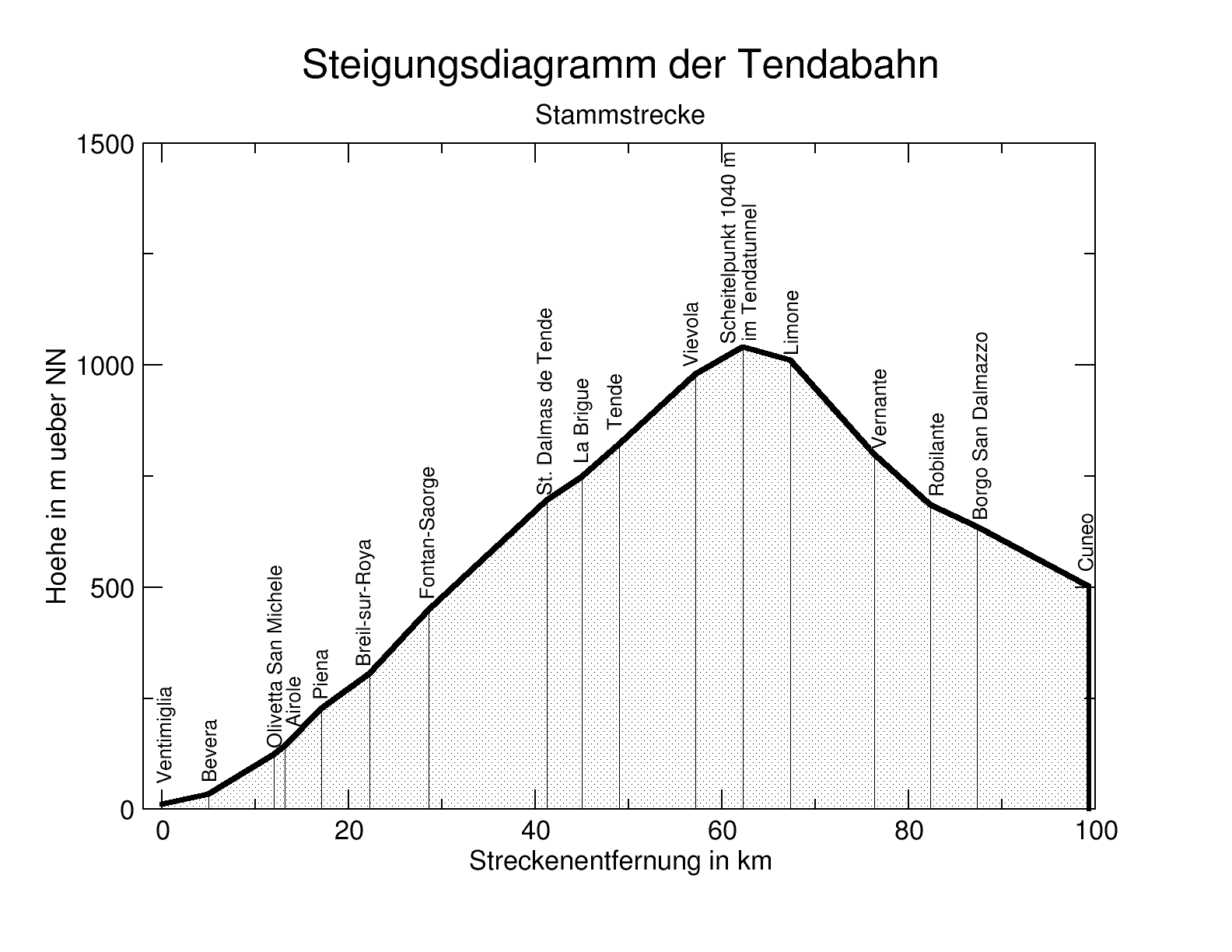
Hoogteprofiel van de Tendaspoorlijn met het hoogste punt in de Tendapastunnel

De Tendapastunnel (Frans: Tunnel ferroviaire du col de Tende; Italiaans: Traforo ferroviario del Colle di Tenda) is een 8.099 m lange spoortunnel onderdeel van de Tendaspoorlijn onder de Tendapas op de grens tussen Italië en Frankrijk.
De tunnel werd gegraven tussen 1889 en 1898 voor de spoorlijn van Cuneo naar Ventimiglia in het toenmalige koninkrijk Italië. De tunnel volgt dezelfde oriëntatie als de zestien jaar oudere Tendapastunnel voor het wegverkeer, die evenwel 300 m hoger ligt (en daarmee ook circa 5 km korter kon zijn). In 1898 was het de op zeven na langste tunnel ter wereld, en de langste tunnel in Italië. De tunnel werd een Frans-Italiaanse grensovergang in 1947 toen het gebied ten zuiden van de tunnel na een referendum en bekrachtigd bij de Vrede van Parijs terug Frans grondgebied werd.
De tunnel heeft een breedte van ongeveer 8 m wat dubbelspoor zou toelaten maar is ook voor een optimale ventilatie in gebruik met stoomtractie aangelegd met enkelspoor.

## Geschiedenis

### Bouw
Het contract voor het 10,5 km lange traject tussen de stations van Limone Piemonte en Vievola, dat de Tendapastunnel omvatte, werd in 1889 gewonnen door de firma Fratelli Vaccari van Valenza, die de bouwplaatsen bij de noordelijke en zuidelijke ingangen in januari 1890 opende.
Het werk ging probleemloos door tot eind september 1893, toen de mijnwerkers op 1.625 m van de zuidelijke ingang een halfvloeibare geelachtige modderige brij aantroffen, vermengd met grote rotsblokken, die de reeds uitgevoerde opgravingen binnendrong en de arbeiders in gevaar bracht. Iets meer dan een maand later stuitten de boorplatforms in actie op 2.649 m van de noordelijke ingang op grote wateraders waaruit zeer hevige stralen spatten, sommige van meer dan 100 liter per seconde. In beide gevallen lagen de werken praktisch stil.  
In de zuidelijke sector werd in de volgende acht maanden tijd ongeveer twintig meter vooruitgang geboekt, in hoofdzaak werd betracht de onstuitbare modderige invasies van wat "koude lava" werd genoemd, de ineenstorting en het zinken van de tunnelversterking, veroorzaakt door de brij onder controle te brengen.
De poging om de modderige breuk te overwinnen met twee zijtunnels die het water moesten afvoeren door de breuk te drogen, culmineerde op 15 oktober 1894 in de uitbarsting van slib in de tunnel over een lengte van 56 meter, voorafgegaan door hevig gebrul en lozingen van troebel water. Tegelijkertijd werd op de bergflank bijna op de loodas van de tunnel een trechtervormige depressie met een diameter van 9 meter gecreëerd in de bedding van de Roia. Gezien de onoverkomelijke moeilijkheden nam de staat op 1 december 1894 het roer over van de firma Vaccari met de civiele genie van Cuneo, die gebruik maakte van de ervaring van de ingenieur Raffaello Girard, die in allerijl werd binnengehaald door de ingenieurs van de civiele genie van Teramo. Girard slaagde er met behulp van originele oplossingen in om de aardverschuiving, slechts 43 m lang, te overwinnen met zestien maanden werk en op 31 maart 1896 gaf de staat de zuidelijke sector terug aan Vaccari na een onderbreking die in totaal twee en een half jaar duurde. Aan de noordkant werd het probleem sneller opgelost door het bedrijf, dat het water naar buiten leidde.
Op 15 februari 1898, om 13.00 uur, werd met explosies vanuit de noordelijke kant van de tunnelkoker de doorsteek gerealiseerd tussen de twee werkkokers, waarmee definitief een einde kwam aan een zeer langdurige en problematische bouwperiode met "koude lava" en waterstralen. Om de gebeurtenis te vieren, organiseerde het bedrijf Vaccari op 17 juli 1898 een groot feest in Vievola, dat bijna het karakter van een inauguratie aannam door de aanwezigheid van de ondersecretaris van openbare werken Chiapusso en vele Piemontese senatoren en afgevaardigden, evenals burgemeesters, technici, journalisten en een grote vertegenwoordiging van Nice. De tunnel werd echter pas op 1 oktober 1900 spoortechnisch voltooid voor de opening van het traject Limone-Vievola.

### Elektrificatie
De tunnel werd uitgerust met bovenleiding voor de elektrificatie in driefasige wisselstroom bij 3,6 kV - 16 2/3 Hz op het traject van het station Cuneo Gesso naar het station San Dalmazzo di Tenda. De spoorlijn werd vanaf 15 mei 1931 met elektrische tractie geëxploiteerd.

### Oorlog
Tussen 15 en 26 april 1945 vernielden Duitse troepen, die zich vanuit de Roiavallei naar het noorden terugtrokken, systematisch tunnels en viaducten. De twee Tendapastunnels werden niet gespaard, vooral de wegtunnel kreeg het het zwaarst te verduren. Aan de spoortunnel werden beide ingangen opgeblazen, maar gelukkig ontploften de ongeveer tweehonderd artilleriegranaten die de Duitse bezetters in de spoortunnel hadden opgestapeld niet. De explosie brak wel de waterafvoer die in 1894 na de waterproblemen was aangelegd door Vaccari, zodat heel wat water opnieuw een deel van de tunnel binnendrong. De spoortunnel werd hersteld en kon op 30 november 1945 worden opengesteld. Evenwel initieel niet voor spoorverkeer - de spoorlijn bleef nog langere tijd onbruikbaar door de vernieling van het Rivoiraviaduct op het tracé - maar wel als tijdelijke oplossing voor auto's en vrachtwagens die, in afwachting van de restauratie van de wegtunnel, die pas eind juli 1946 voltooid zou raken, gedwongen werden om met twee wielen op de dwarsliggers door de tunnel te passeren. Na verdere herstellingen aan de spoorlijn en de getroffen viaducten, de nieuwe ingebruikname van de wegtunnel en de heraanleg van de bovenleiding kon het treinverkeer terug Vievola bedienen op 22 december 1946.

### Frans grondgebied
De overgang naar Frans grondgebied op 15 september 1947 (om tien uur 's avonds) was ook het begin van een geruime tijd van inactiviteit gezien de Franse spoorwegen geen aandrang had de spoorlijn te adapteren naar het Franse spoornet. De laatste reizigerstrein voor geruime tijd bracht op de ochtend van 16 september 1947 spoorwegarbeiders van Vievola naar Limone Piemonte. Het zou tot 6 oktober 1979 duren vooraleer de lijn, en dus ook de spoortunnel terug volwaardig in gebruik werd genomen en het Italiaans spoorverkeer kreeg Limone Piemonte als terminus. 
Twee maal werd de Tendapastunnel toch gebruikt, een eerste maal tussen 1949 en 1958 voor het vervoer van hout per spoor en een tweede maal voor een pendeldienst voor het vervoer van auto's in de wintermaanden tussen maart 1964 en februari 1965. In 1958, na het einde van het houttransport, werd de noordelijke ingang van de tunnel afgesloten door een metalen deur om te voorkomen dat illegale immigranten Italië binnenkwamen.
In maart 1974, ter gelegenheid van de omschakeling van het tractiesysteem van Cuneo-Limone Piemonte van driefasige wisselstroom van 3,6 kV 16 2/3 Hz naar gelijkstroom van 3 kV, werd de bovenleiding in de tunnel aangepast aan laatstgenoemd systeem, dat werd uitgebreid tot enkele sporen van het station van Vievola, zonder evenwel ingebruikname van het aangepaste traject.

### Franse herstelwerkzaamheden
De startdatum van de restauratiewerkzaamheden aan het Franse deel van de lijn Cuneo-Ventimiglia werd 1 februari 1976. De Tendapastunnel was in 1946 wel al gerepareerd, maar vochtinsijpeling had pver de jaren een aanzienlijke degradatie van sommige delen van de metselwerkbekleding veroorzaakt. Na de ontmanteling van de bovenleiding werd de bekleding grondig waterdicht gemaakt en werd de afwatering uitgevoerd met waterafvoer in de bestaande kanalen. Op het laatste deel van het Franse gedeelte was het noodzakelijk om de volledige bekleding van een vervormd en zeer nat gebied over een lengte van 150 m te vernieuwen.
Het gebrek aan noemenswaardig onderhoud aan het spoor, dat sinds februari 1965 niet meer werd gebruikt, maakte het ook noodzakelijk om het volledig te renoveren. Na het opruimen van het gedeelte van de lijn van Limone Piemonte naar de staatsgrens, was de Ferrovie dello Stato Italiane (FS) in staat om het benodigde materiaal naar de SNCF te vervoeren om hetzelfde te doen. De eerste trein die door de tunnel reed, meer dan dertien jaar na de laatste Limone-Vievola-shuttle, was dan ook een konvooi van wagons beladen met dwarsliggers en rails dat op 20 juli 1978 over de grens werd geduwd door een FS D.345 diesellocomotief die stapvoets over het oude spoor reed. Dit manoeuvre werd in de daaropvolgende dagen verschillende keren herhaald, totdat de Société Nationale des Chemins de fer Français (SNCF) in staat was om de bouwplaats op de werf van Vievola op te zetten voor de herstellingswerken. Na de vernieuwing van het spoor, ook op het Franse deel van de tunnel, stelden FS en SNCF op 17 augustus 1978 om 10 uur 's ochtends de officiële heropening in van het traject Limone Piemonte-Vievola en vanaf dat moment konden de materiaaltreinen in plaats van een stapvoets rangeertempo aan te houden zonder verdere snelheidsbeperkingen de verbinding doorheen de tunnel verzorgen. Het herstel van het Franse traject van de lijn werd eind februari 1979 afgerond. Sinds 6 oktober 1979 kon de spoorlijn terug commercieel geëxploiteerd worden.